# Автомонстри (фільм)
«Автомонстри» (англ. Monster Trucks) — американський кінокомедійний екшн режисера Кріса Веджа, що вийшов у прокат на початку 2017 року. У головних ролях Лукас Тілл, Джейн Леві, Емі Раян.
Вперше фільм продемонстрували 21 грудня 2016 року у Франції, а в Україні у широкому кінопрокаті початок показу фільму відбувся 5 січня 2017 року.

## Сюжет
Старшокласник Тріп будує автомонстрів, використовуючи для цього поламані авто. Одного разу після аварії на нафтодобувному заводі він у себе на подвір'ї зустрічає невідомого науці монстра, який дуже любить автомобілі.

## У ролях
| Актор           | Персонаж      | Роль             |
| --------------- | ------------- | ---------------- |
| Лукас Тілл      | Тріп Колі     | старшокласник    |
| Джейн Леві      | Мередіт       | репетитор Тріпа  |
| Емі Раян        | Сідні Колі    | мати Тріпа       |
| Роб Лоу         | Ріс Теннесон  | головний лиходій |
| Голт Маккеллені | Берк          | помічник лиходія |
| Денні Ґловер    | містер Везерс | бос Тріпа        |
| Баррі Пеппер    | Річард Ловік  | шериф            |
| Френк Вейлі     | Вейд Колі     | батько Тріппа    |
| Самара Вівінг   | Бріана        |                  |

## Створення фільму

### Знімальна група
- Кінорежисер — Кріс Ведж
- Сценарист — Дерек Конноллі
- Кінопродюсери — Мері Перент, Деніс Л. Стюарт
- Виконавчі продюсери — Джонатан Айбел, Гленн Бергер і Кейл Бойтер
- Композитор — Девід Серді
- Кінооператор — Дон Берджесс
- Кіномонтаж — Конрад Бафф
- Підбір акторів — Сандра-Кен Фріман і Джон Пепсідера
- Художник-постановник — Ендрю Мензіс
- Артдиректори — Кріс Біч, Девід Кларк, Ендрю Лі
- Художник по костюмах — Тіш Монеген[8].

### Виробництво
Знімання фільму розпочали 4 квітня 2014 року у Камлупсі (Канада) і воно тривало до середини липня 2014 року.

## Сприйняття

### Оцінки
Від кінокритиків фільм отримав погані відгуки: Rotten Tomatoes дав оцінку 31 % на основі 52 відгуків від критиків (середня оцінка 4,5/10). Загалом на сайті фільм має погані оцінки, фільму зарахований «гнилий помідор» від фахівців, Metacritic — 43/100 на основі 19 відгуків критиків. Загалом на цьому ресурсі від фахівців фільм отримав погані відгуки.
Від пересічних глядачів фільм отримав змішані відгуки: на Rotten Tomatoes 45 % зі середньою оцінкою 3/5 (2 853 голоси), фільму зарахований «розсипаний попкорн», Internet Movie Database — 5,3/10 (611 голосів).

### Касові збори
Під час показу в Україні, що розпочався 5 січня 2017 року, протягом першого тижня на фільм було продано 31 217 квитків, фільм показали у 131 кінотеатрі і він зібрав 2 300 163 ₴, або ж 147 722 $, що на той час дозволило йому зайняти 6 місце серед усіх прем'єр.
Під час показу у США, що розпочався 13 січня 2017 року, протягом першого тижня фільм показали у 3 119 кінотеатрах і він зібрав 10 950 705 $, що на той час дозволило йому зайняти 7 місце серед усіх прем'єр. Станом на 18 січня 2017 року показ фільму триває 6 днів (0,9 тижня), зібравши за цей час у прокаті у США 15 265 590 доларів США, а у решті світу 14 700 000 $, тобто загалом 29 965 590 доларів США при бюджеті 125 млн доларів США.

### Виноски
1. ↑  Monster Trucks (англ.). British Board of Film Classification. Архів оригіналу за 14 серпня 2020. Процитовано 2 січня 2017.
2. 1 2  Monster Trucks: Release Info (англ.). Internet Movie Database. Архів оригіналу за 25 січня 2017. Процитовано 7 січня 2017.
3. 1 2  Автомонстри. Kino-teatr.ua. Архів оригіналу за 6 листопада 2016. Процитовано 6 листопада 2016.
4. 1 2  David Lieberman (21 вересня 2016). ‘Monster Trucks’ Drove Viacom’s $115M Charge Even Before Its Release (англ.). Deadline.com. Архів оригіналу за 29 листопада 2020. Процитовано 2 січня 2017.
5. 1 2 3 4  Monster Trucks (англ.). Box Office Mojo. Архів оригіналу за 12 липня 2019. Процитовано 20 січня 2017.
6. 1 2 3 4  Monster Trucks (2016) (англ.). The Numbers. Архів оригіналу за 16 січня 2017. Процитовано 20 січня 2017.
7. ↑  Monster Trucks (2017) (англ.). AllMovie. Архів оригіналу за 3 січня 2017. Процитовано 2 січня 2017.
8. ↑  Monster Trucks: Full Cast & Crew (англ.). Internet Movie Database. Архів оригіналу за 9 червня 2016. Процитовано 21 вересня 2016.
9. ↑  Susan Gittins (4 квітня 2014). START: Big-Budget Live-Action Movie MONSTER TRUCKS Begins Filming (англ.). yvrshoots. Архів оригіналу за 21 травня 2014. Процитовано 21 вересня 2016. [Архівовано 21 травня 2014 у Wayback Machine.]
10. 1 2  Monster Trucks (англ.). Rotten Tomatoes. Архів оригіналу за 11 листопада 2020. Процитовано 13 січня 2017.
11. ↑  Monster Trucks (англ.). Metacritic. Архів оригіналу за 12 жовтня 2017. Процитовано 13 січня 2017.
12. ↑  Monster Trucks (англ.). Internet Movie Database. Архів оригіналу за 21 грудня 2017. Процитовано 13 січня 2017.
13. ↑  Олексій Першко (11 січня 2017). Бокс-Офіс 1 (2017): Довіра до вбивць. Kino-teatr.ua. Архів оригіналу за 14 січня 2017. Процитовано 13 січня 2017.
14. ↑  Monster Trucks — Ukraine Weekend Box Office (англ.). Box Office Mojo. Архів оригіналу за 16 січня 2017. Процитовано 13 січня 2017.